# 阿吉卡
阿吉卡是一種喬治亞和阿布哈茲醬料。阿吉卡是一種辣醬，其在阿布哈茲語中的原意是鹽。阿吉卡的主要原料是紅辣椒，但也加入蒔蘿等香料。傳統的阿吉卡並不加入番茄，但在俄羅斯和烏克蘭等地的一些超市有銷售加入番茄的阿吉卡。
常見的阿吉卡種類在外觀和一致性上類似於意大利紅香蒜醬。 雖然阿吉卡通常是紅色的，但也有用未成熟的辣椒所製成的綠阿吉卡。

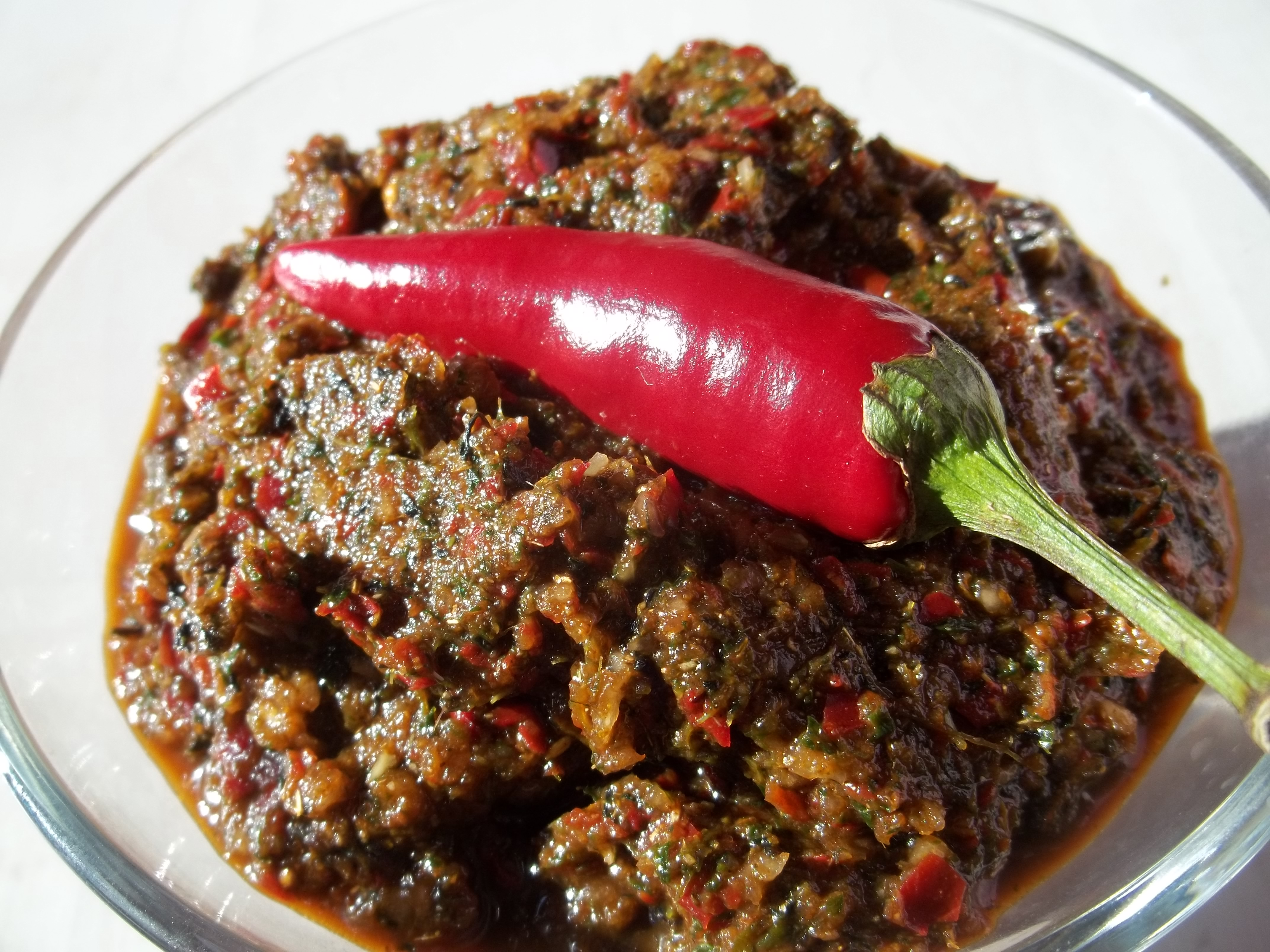
薩梅格列羅阿吉卡
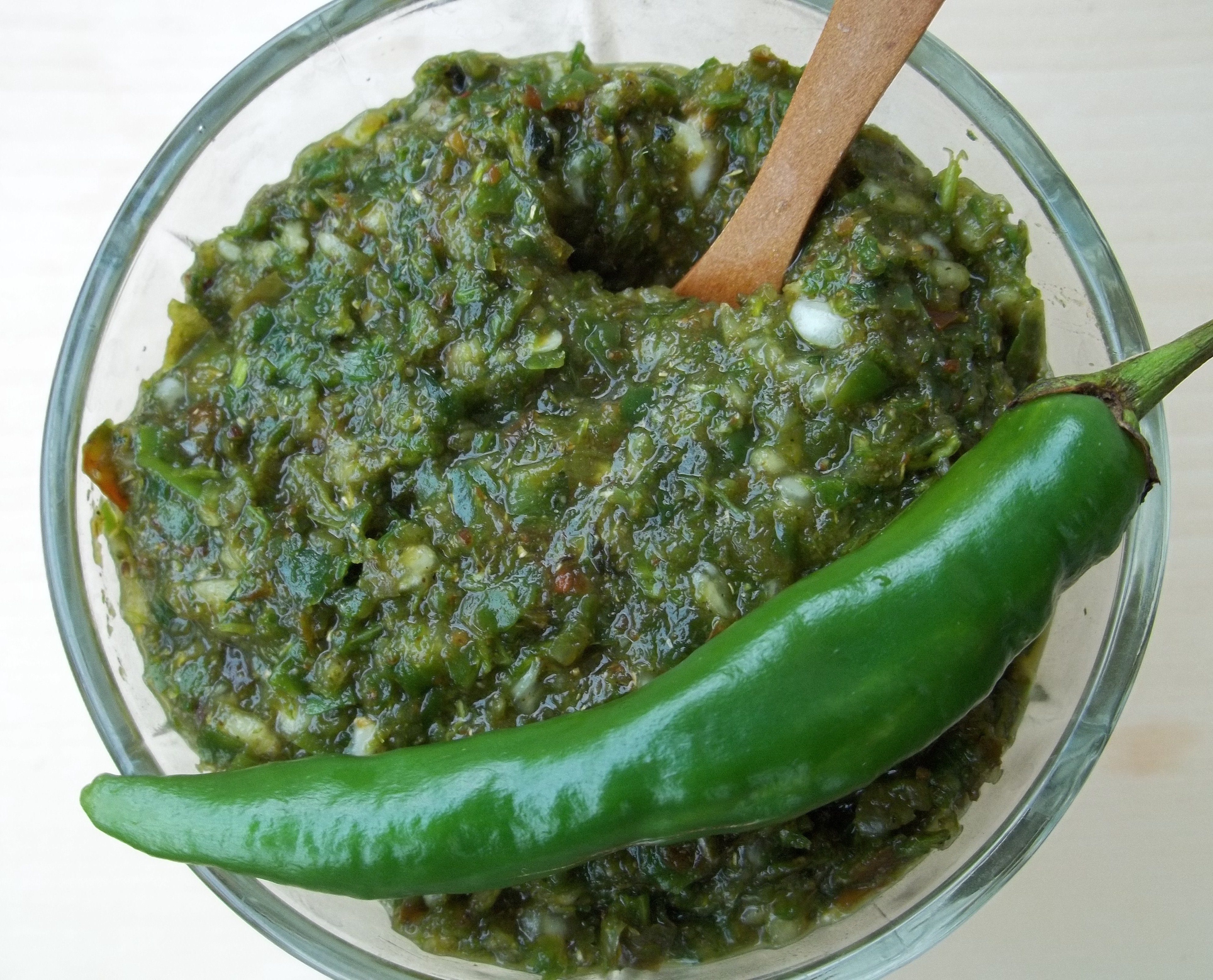
綠阿吉卡
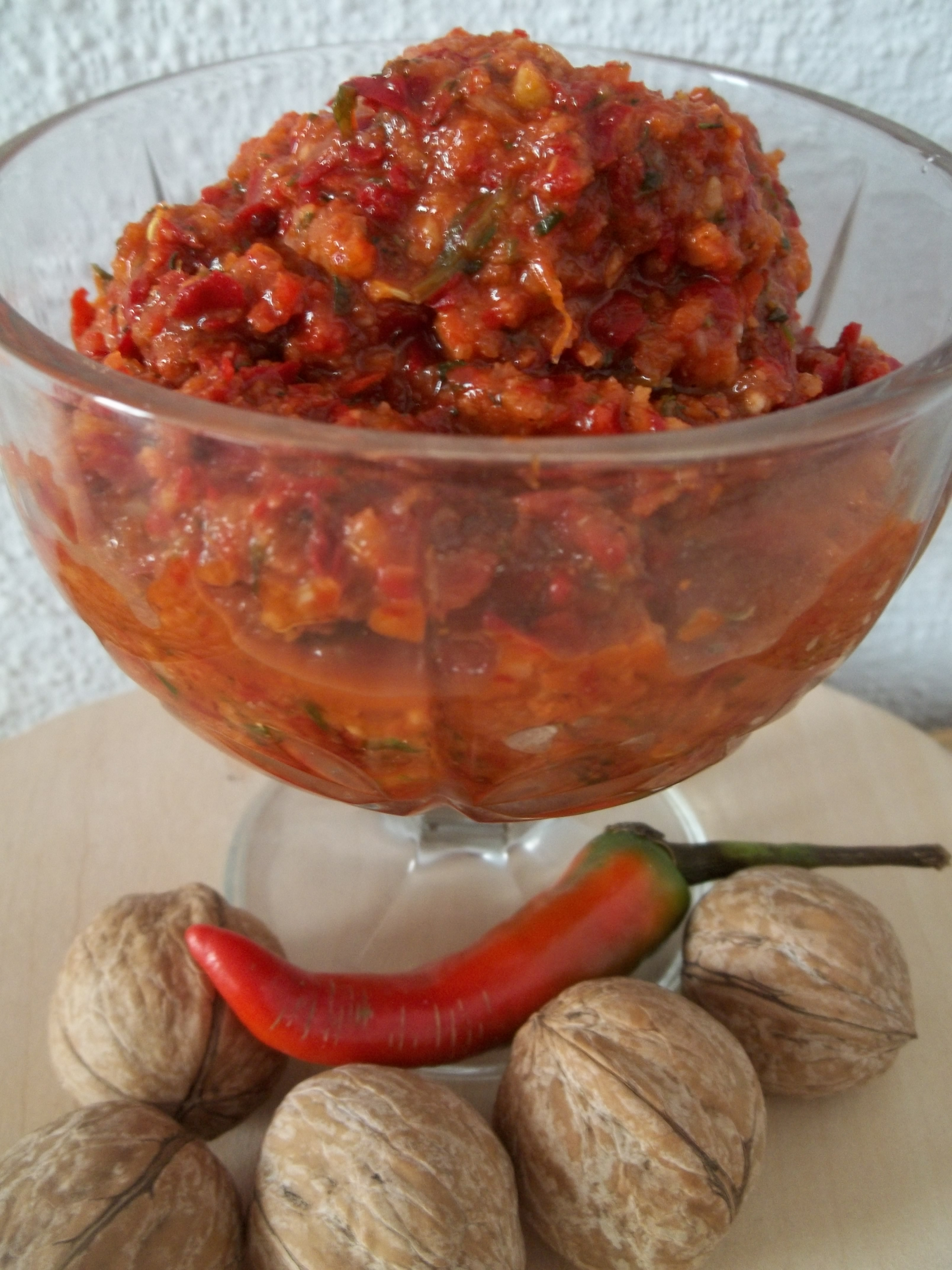
用核桃和紅辣椒製成的阿吉卡